# Denaturering
Denaturering, av latin de och natura, 'göra onaturlig', innebär rent generellt att ett ämnes beskaffenhet förändras så att det inte kan användas för ett specifikt ändamål.
När ett ämne denatureras förändras strukturen eller egenskaperna i ämnet. Vid kemisk denaturering, vilket är den vanligaste formen av denaturering, förändras ett proteins egenskaper samt förlorar proteinet sin biologiska funktion.. En annan användning av denaturering kan vara att denaturera tex handsprit med hjälp av denatureringsmedlet isopropanol. Isopropanol ändrar funktionen på handspriten vilket klassificeras som en slags denaturering. 

Proteinets sekundärstruktur

## Proteinstruktur/ Bakgrund
Denaturering av proteiner eller aminosyrakedjor handlar om att strukturen av proteinet förändras vilket kan ändra proteinets funktion. Proteiner har fyra olika typer av strukturer. Dessa fyra strukturer heter primärstruktur, sekundärstruktur, tertiärstruktur och kvartärstruktur. Proteiner består av polypeptidkedjor vilket är bindningar mellan olika aminosyror. Bindningarna sker mellan aminosyrornas basiska del (aminogrupp) och sura del (karboxylgrupp). Kortfattat handlar primärstrukturen om vilken ordning aminosyrorna kommer i. Aminosyrorna har olika sidokedjor vilket gör att funktionen kan variera. Sekundärstrukturen är hur dessa typer av kedjor förhåller sig till varandra. Det gör de ofta med hjälp av vätebindningar. De två mest förekommande sekundär strukturerna är alfahelix och betaflak. Tertiärstrukturen är hur dessa plattor och helixar samt andra molekyler och atomer sitter ihop som en helhet. Krafter som verkar för att hålla ihop tertiärstrukturen är tex disulfidbryggor, Van der Waals bindningar, dipol-dipolbindningar, vätebindningar samt hydrofoba interaktioner. Kvartärstrukturen är när ett protein har flera polypeptidkedjor och hur de förhåller sig till varandra. Det finns två typer av kvartära strukturer, globulära proteiner och fibrösa proteiner. Globulära proteiner är klotformade proteiner som oftast fungerar som enzymer medan fibrösa proteiner består av långa fiber vilket är vad vårt hår, naglar och muskler består av. 
- Primärstrukturen i ett protein kan inte denatureras då en förändring i primärstrukturen skulle innebära att ett annat protein bildas istället för ett denaturerat protein.

- Vid denaturering av sekundärstruktur bryts alfahelixar och betaflak upp i slumpmässiga formationer även kallat Random coil.

- Vid denaturering av tertiärstruktur bryts bindningarna som håller ihop tertiärstrukturen vilket innefattar disulfidbryggor,  dipol-dipol-bindningar och van der Waals-bindningar.

- Vid denaturering av kvartärstrukturen handlar det om att peptidkedjorna antingen blir dislocerade från varandra eller att formen på hur peptidkedjorna sitter ihop förändras[5].

## Reversibilitet
Efter en denaturering kan man oftast få tillbaka proteinet till sitt ursprungliga tillstånd genom att avlägsna denatureringsmedlet från proteinet. Det innebär att de får tillbaka sin biologiska funktion. Med denna information har forskare kommit fram till att det är kodat i primärstrukturen hur resten av proteinet ska se ut. 
Inom biokemin används vanligtvis urea, natriumdodecylsulfat (SDS) eller guanidiumklorid som denatureringsmedel. Det är användbart när man vill undersöka ett proteins primärstruktur.